# オリンピスカヤ・ジレーヴニャ駅
オリンピスカヤ・ジレーヴニャ駅 (オリンピスカヤ・ジレーヴニャえき、ロシア語:Олимпийская деревня, 英語:OLIMPIISKAYA DEREVNYA) は、ロシアクラスノダール地方ソチにあるロシア鉄道北カフカース鉄道支社の駅である。

## 概要
オリンピスカヤ・ジレーヴニャを日本語に訳すと、オリンピック選手村。
黒海沿岸を走る路線と山間部のクラースナヤ・ポリャーナへ向かう路線の分岐点が近くにある。 

## 歴史
2007年2月に、Мирный（ミルニー）駅として建設された。
その後、2014年開催のソチオリンピックの選手村の最寄駅として、オリンピスカヤ・ジレーヴニャ駅と改称された。

## 隣の駅
ロシア鉄道北コーカサス鉄道支社
トゥアプセ - ヴェショロエ線
アドレル駅 - オリンピスカヤ・ジレーヴニャ駅 - イメレチンスキー・クロルト駅
アドレル - ロザ・フトル線
エスト＝サドク駅 - オリンピスカヤ・ジレーヴニャ駅 - イメレチンスキー・クロルト駅